# منتجع كامب ديفيد
كامب ديفيد (بالإنجليزية: Camp David) هو منتجع ريفي يخص رئيس الولايات المتحدة الأمريكية. يقع بالتلال الشجرية حوالي 62 ميلاً (100 كم) إلى الشمال الغربي من واشنطن العاصمة، في متنزه جبل كاتوكتين بالقرب من ثورمونت، بولاية ماريلاند. يعرف رسمياً باسم مرفق الدعم البحري بثورمونت ومن الناحية التقنية يعتبر منشأة عسكرية ويتم توفير الموظفين في المقام الأول للمرفق من قبل قوات مشاة البحرية الأمريكية وبحرية الولايات المتحدة.

## التاريخ

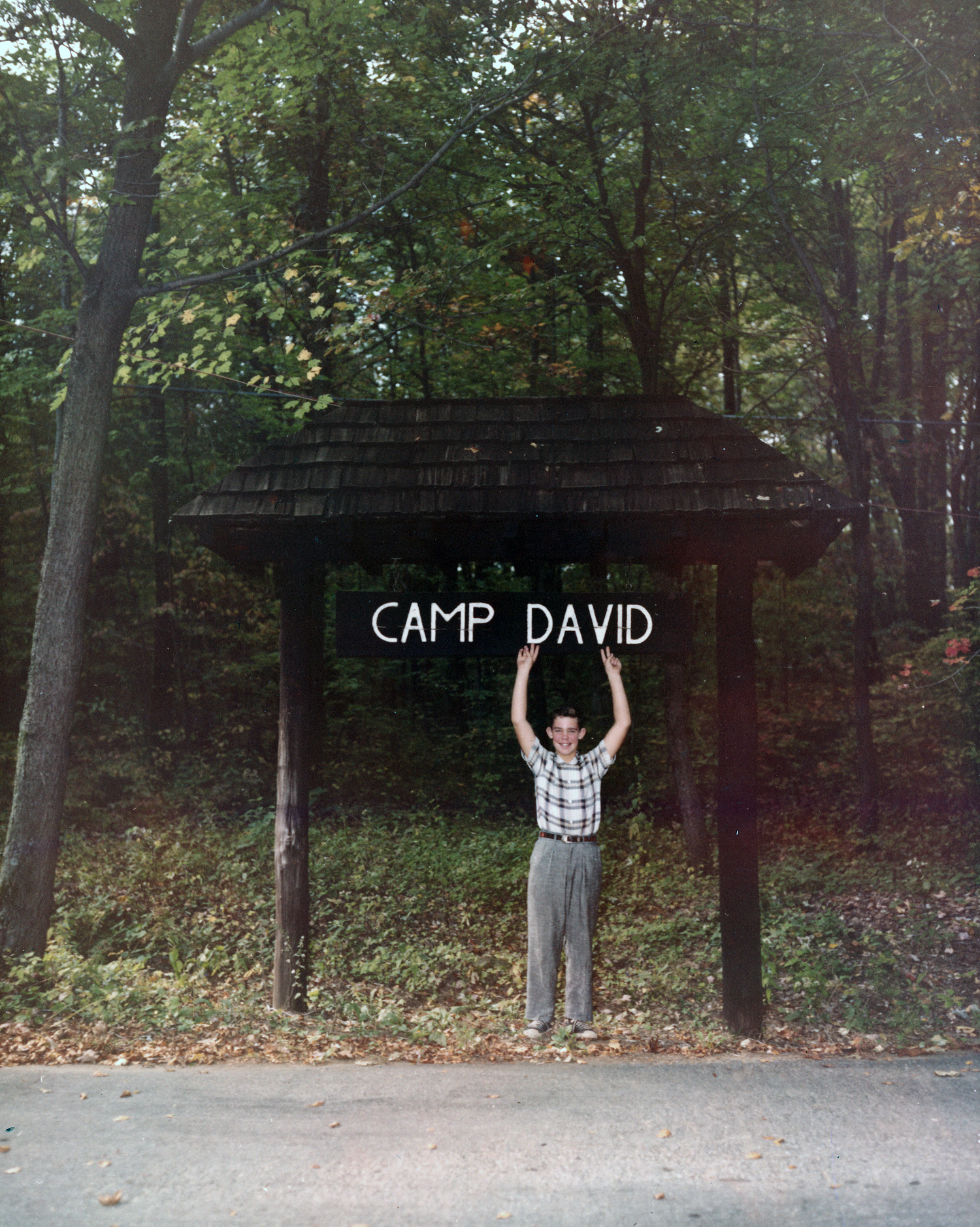
ديفيد أيزنهاور

تأسس المنتجع بداية تحت اسم مرحبا-كاتوكتين كنزل لعملاء الحكومة الاتحادية وعائلاتهم، وبدأ بناؤه في عام 1935 وأتم العمل به في عام 1938. في عام 1942 تم تحويله إلى منتجع رئاسي على يد الرئيس فرانكلين روزفلت والذي سماه بشانغري-لا تيمناً بالفردوس التبتي المذكور برواية الأفق المفقود للكاتب الإنجليزي جيمس هيلتون.
في عام 1945 جعله الرئيس هاري ترومان المنتجع الرئاسي الرسمي. ثم أعيد تسميته بمسماه الحالي من قبل الرئيس دوايت أيزنهاور تيمنا باسم حفيده ديفيد. يقع المنتجع على مساحة 200 فدان من المناطق الجبلية ذات المناظر الخلابة المحاطة بسياج أمني شديد الحراسة، وهو مغلق أمام الجمهور والزيارات العامة ولا يشار إلى موقعه على خرائط متنزه جبل كاتوكتين لدواعي الخصوصية والأمن.
يدار المنتجع من قبل المكتب العسكري للبيت الأبيض ويتضمن مكتب الرئاسة وأماكن للمعيشة، وحمام سباحة، وقاعة للاجتماعات. ومنذ الاجتماع الذي تم خلال الحرب العالمية الثانية بين كل من روزفلت وتشرشل، أصبح المنتجع مسرحاً للعديد من المؤتمرات الرئاسية رفيعة المستوى مع رؤساء الدول الأجنبية.

## الاستخدامات الرئاسية

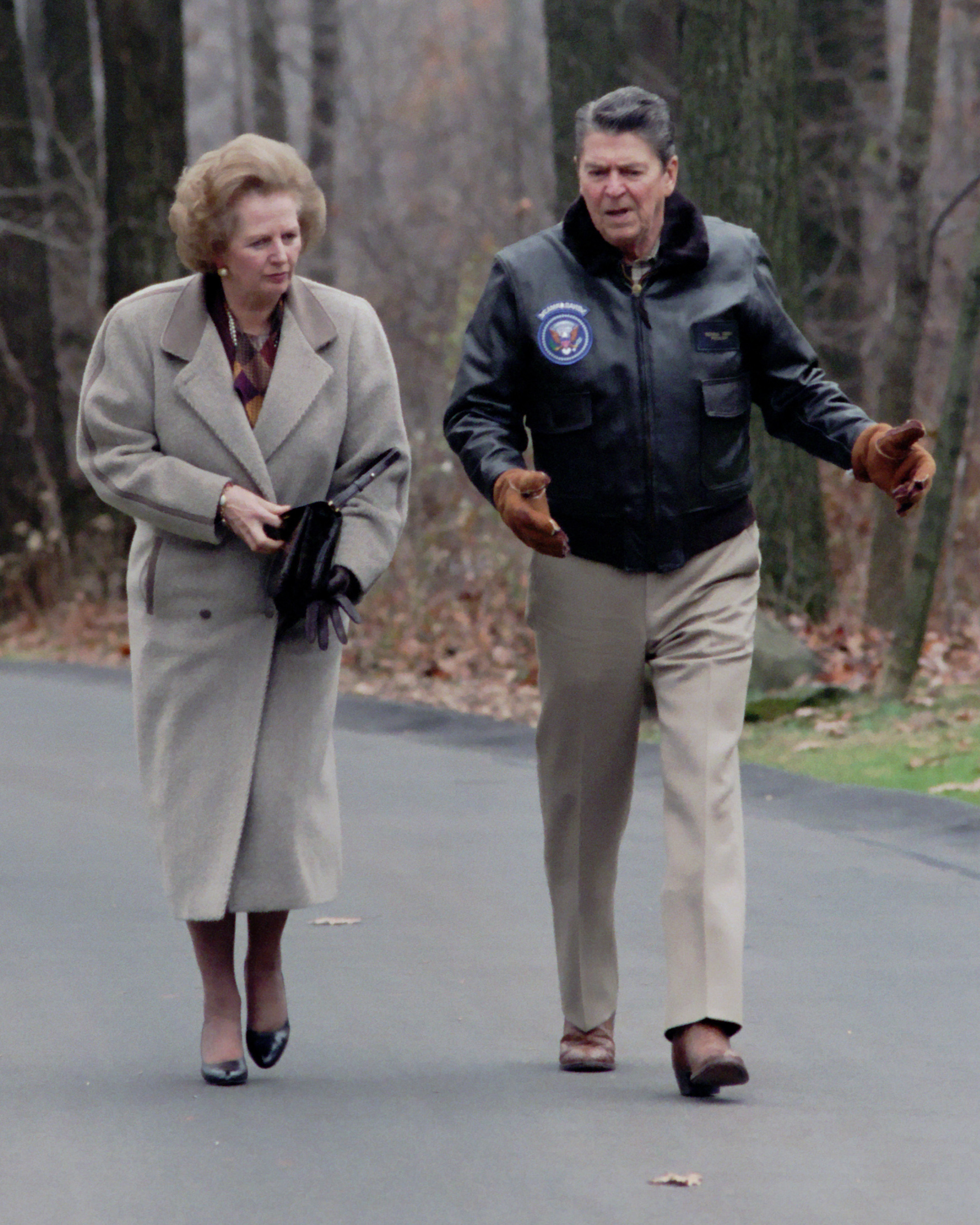
ريغان وثاتشر عام 1986.

- التقى الرئيس فرانكلين روزفلت خلال الحرب العالمية الثانية عام 1943 برئيس الوزراء البريطاني ونستون تشرشل في المنتجع للتخطيط لغزو الحلفاء لأوروبا.[8]
- في عهد الرئيس دوايت أيزنهاور عقد أول اجتماع لمجلس وزراء بالمنتجع، كما استضاف أيزنهاور هناك كل من رئيس الوزراء البريطاني هارولد ماكميلان ورئيس الوزراء السوفييتي نيكيتا خروتشوف.[9]
- زار الرئيس جون كينيدي وعائلته المنتجع في كثير من الأحيان، للاستمتاع بركوب الخيل والفرص الترفهية الأخرى. كما سمح كينيدي لموظفي البيت الأبيض وأعضاء مجلس الوزراء باستخدام المنتجع عندما لا يكون موجودا به.[9]
- عقد الرئيس ليندون جونسون عدة مناقشات هامة مع مستشاريه بالمنتجع خلال كل من حرب فيتنام، وأزمة الجمهورية الدومينيكية، كما استضاف به رئيس الوزراء الأسترالي هارولد هولت وزوجته.[9]
- في عهد الرئيس ريتشارد نيكسون تم إنشاء عدة مباني جديد تتماشى مع الطراز المعماري للمنتجع وتجمع بينها وبين وسائل الراحة الحديثة. عقد نيكسون اجتماعات لمجلس الوزراء بالمنتجع، ومؤتمرات للموظفين، واستضاف كبار الشخصيات الأجنبية، كما كان مكان للم شمل عائلة الرئيس.[9]
- استضاف الرئيس جيرالد فورد بالمنتجع الرئيس الإندونيسي سوهارتو وزوجته.[9]
- قضى الرئيس رونالد ريغان وقتا بالمنتجع أكثر ممن سبقه من رؤساء الولايات المتحدة، واستضاف به رئيسة وزراء بريطانيا مارغريت ثاتشر.[9][10]
- استضاف الرئيس جورج بوش الأب الأمير تشارلز بالمنتجع. وفي عام 1992 أقامت «دوروثي بوش» ابنة الرئيس حفل زفافها بالمنتجع ليكون أول حفل زفاف يتم هناك.[9]
- تردد الرئيس جورج دبليو بوش مرات عديدة على المنتجع، وقضى هناك مئات الأيام واستضاف به العديد من قادة الدول الأجانب.[9]
- عقد الرئيس باراك اوباما اجتماعًا لقادة دول مجلس التعاون الخليجي لبحث مستجدات القضايا الإقليمية في منطقة الخليج العربي.

## الأحداث الهامة المستضافة

### محادثات الوفاق

ريتشارد نيكسون وليونيد بريجنيف

بعد الحرب العالمية الثانية تغيرت علاقات القوى وميزان الأسلحة الذرية والإستراتيجية بين الولايات المتحدة والاتحاد السوفيتي وأصبحا قادرين على إلحاق ضرر كل بالآخر قد يثير حرباً ذرية مما استدعى كلا الطرفين لوقف الاندفاع الخطير في سباق التسلح. وخلال عام 1973 استمرت سياسة الوفاق بين البلدين وعقد الرئيس الأمريكي ريتشارد نيكسون والأمين العام للحزب الشيوعي السوفييتي ليونيد بريجنيف لقاء قمة في كامب ديفيد بهدف إقامة علاقات بين البلدين على أساس من المفاوضة بدلاً من المواجهة.

### اتفاقية كامب ديفيد

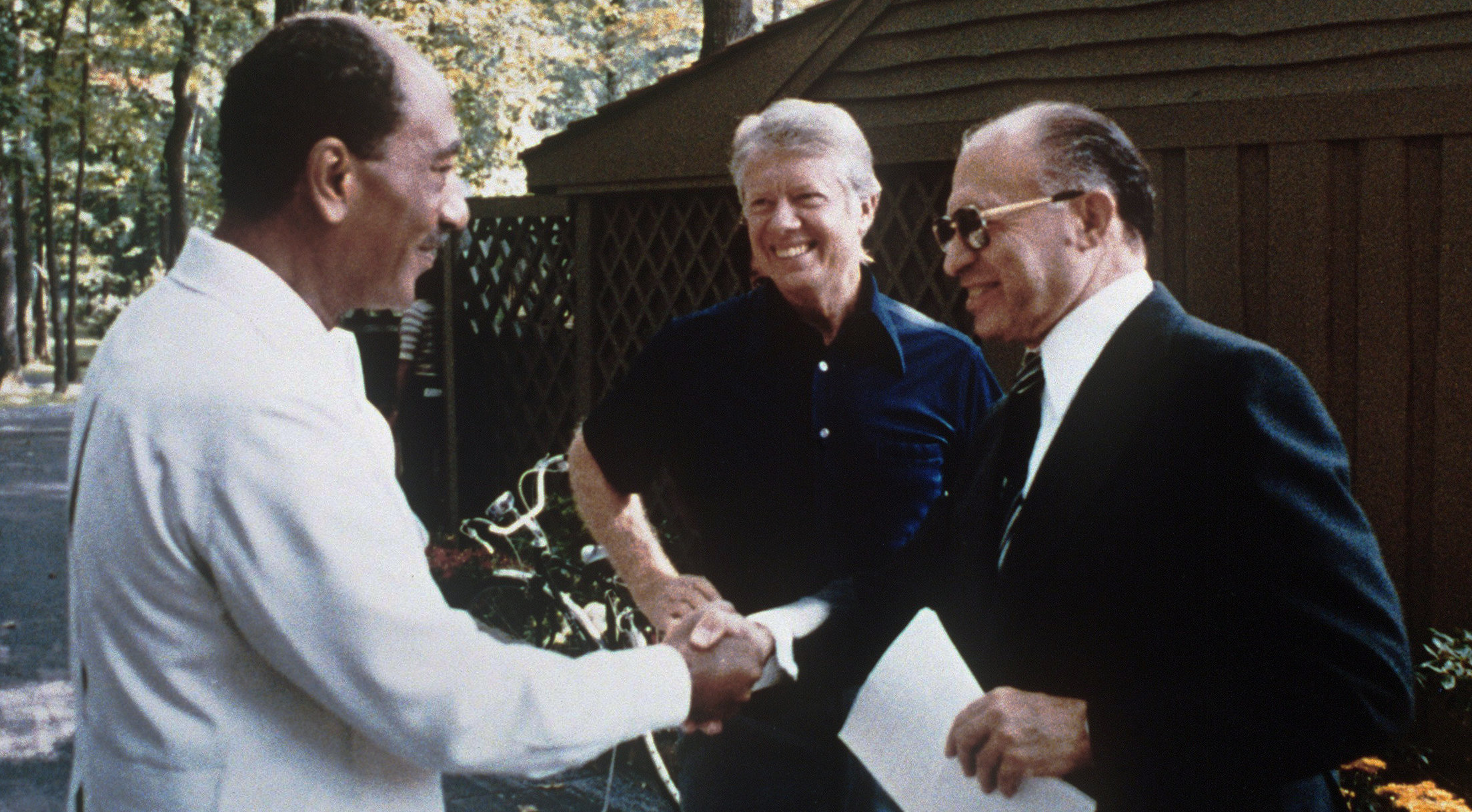
السادات وبيجن وكارتر

اتفاقية كامب ديفيد الممهدة لمعاهدة السلام بين مصر وإسرائيل واتفاق الحكم الذاتي في الضفة والقطاع، تم التوقيع عليها في 17 سبتمبر 1978 بين الرئيس المصري محمد أنور السادات ورئيس الوزراء الإسرائيلي مناحيم بيجن بعد 12 يوماً من المفاوضات في كامب ديفيد تحت إشراف الرئيس الأمريكي جيمي كارتر.
تضمنت المحاور الرئيسية للاتفاقية التمهيد لتوقيع معاهدة سلام بين مصر وإسرائيل وإنهاء حالة الحرب وإقامة علاقات ودية بين البلدين، وانسحاب إسرائيل من سيناء التي احتلتها عام 1967 على مراحل، وضمان عبور السفن الإسرائيلية قناة السويس واعتبار مضيق تيران وخليج العقبة ممرات مائية دولية، والبدء بمفاوضات لإنشاء منطقة حكم ذاتي للفلسطينيين في الضفة وقطاع غزة والتطبيق الكامل لقرار مجلس الأمن الدولي رقم 242.

### قمة كامب ديفيد 2000

عرفات وكلينتون وباراك

قمة كامب ديفيد 2000 أو مفاوضات كامب ديفيد 2 هي قمة جمعت بين الرئيس الأمريكي بيل كلينتون، ورئيس الوزراء الإسرائيلي إيهود براك، والرئيس الفلسطيني ياسر عرفات وعقدت في 11 يوليو 2000 بكامب ديفيد من أجل إيجاد حل سلمي للصراع الإسرائيلي الفلسطيني. دامت القمة لمدة أسبوعين وباءت بالفشل. حيث طالبت السلطة الفلسطينية بتنفيذ الاتفاقات التي وقعت في إطار اتفاقية أوسلو منذ سنة 1993 قبل الدخول في تلك المفاوضات، في حين طالبت إسرائيل بضم القدس الشرقية نهائيا والكتل الاستعمارية وساحل البحر الميت ومعظم وادي الأردن، وأن تعطى السلطة الفلسطينية 80% من الضفة والقطاع وهي نسبة 96% مما تبقى من الأرض المحتلة وليس الأرض المحتلة عام 1967، كذلك عرضت إسرائيل بقاء 69 مستعمرة يعيش فيها 85% من المستعمرين داخل الدولة الفلسطينية، وفي ظل حماية إسرائيلية، كذلك تشرف إسرائيل على حدود وأجواء وموانئ السلطة الفلسطينية بالإضافة إلى مصادر المياه، وتعطى السلطة الفلسطينية سلطة غير سيادية على سطح المسجد الأقصى ولا يمتد ذلك إلى ما أسفله.

### قمة مجموعة الثماني 38

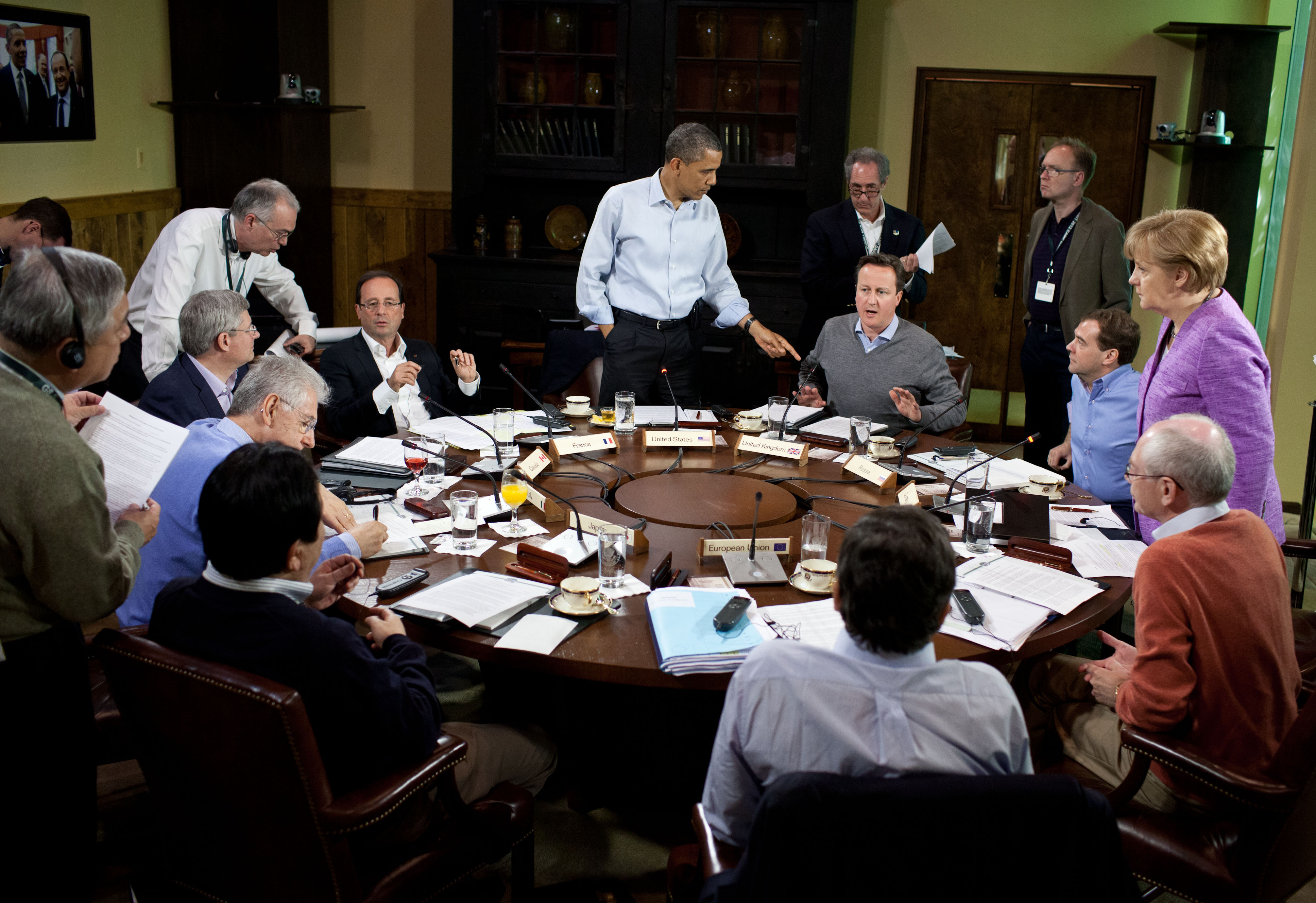
أوباما، كاميرون، ميدفيديف، ميركل، فان رومبوي، باروسو، نودا، مونتي، هاربر، هولاند

عقدت قمة مجموعة الثماني السنوية رقم 38 بمنتجع كامب ديفيد في الفترة ما بين 18 إلى 19 مايو 2012، قبل ميعاد قمة الناتو مباشرة. وتم نقل مقر القمة من مدينة شيكاغو حيث كانت ستقام بالتعاقب مع قمة حلف الناتو إلى منتجع كامب ديفيد جراء مخاوف من تجمع كبير لمظاهرات محتجين.
كانت هذه القمة هي الأولى منذ انضمام روسيا لمجموعة الثماني عام 1997 التي لم يحضرها الرئيس الروسي. وحضر بالنيابة عنه الرئيس السابق ورئيس الوزراء وقتها ديمتري ميدفيديف بدلا من الرئيس الذي أعيد انتخابه وقتها حديثا فلاديمير بوتين الذي تحجج بالواجبات الداخلية لبلده كسبب لعدم الحضور، على الرغم من تفسير البعض هذه اللفتة باعتبارها علامة على تزايد التوترات بين حكومة بوتين والغرب.

### القمة الخليجية الأميركية
عقدت في منتجع كامب ديفيد قمة أميركية خليجية برعاية الرئيس الأمريكي باراك أوباما خلال شهر مايو 2015 بهدف مناقشة الأنشطة الإيرانية في منطقة الشرق الأوسط، وتعزيز التعاون العسكري بين الولايات المتحدة ودول مجلس التعاون الخليجي.

## أحداث أمنية
- في 10 يوليو 2011 اعترضت طائرات قتالية أمريكية طائرة خاصة صغيرة بالقرب من أجواء كامب ديفيد حينما كان الرئيس باراك أوباما بالمنتجع، وكانت تلك هي المرة الثالثة خلال يومين والخامسة خلال شهر التي يحدث بها مثل هذا الحادث. ولم يكن هناك أي مؤشر يستدعي الربط بين تلك الحوادث.[28]
- إبان أحداث 11 سبتمبر 2001 تداولت وسائل الإعلام الأمريكية أنباء عن سقوط طائرة الرحلة رقم 93 التابعة للخطوط الجوية المتحدة بالقرب من كامب ديفيد بمسافة تبعد 90 ميل تقريبا بعيدا عن مكان هبوطها الطبيعي في مقاطعة سومرست بولاية بنسيلفانيا.[29]
- في 12 مايو 1989 وقع حادث تصادم لسيارة بالباب الرئيسي للمنتجع أدى إلى إصابة سائق السيارة بجروح خطيرة جراء اصطدامه بالبوابة المحصنة التي لم يصبها أي ضرر.[30]

## معرض صور

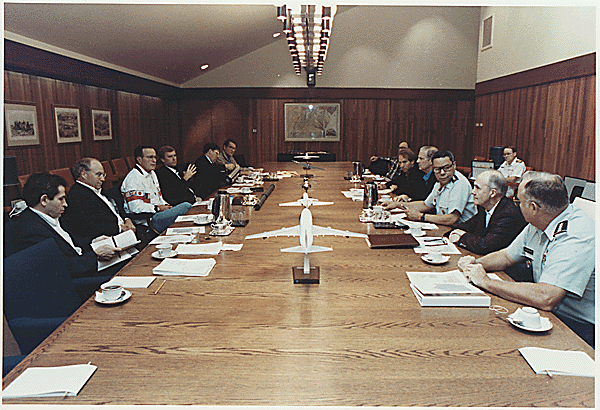
جورج دبليو بوش يقابل مستشاريه للأمن القومي في 4 أغسطس 1990.
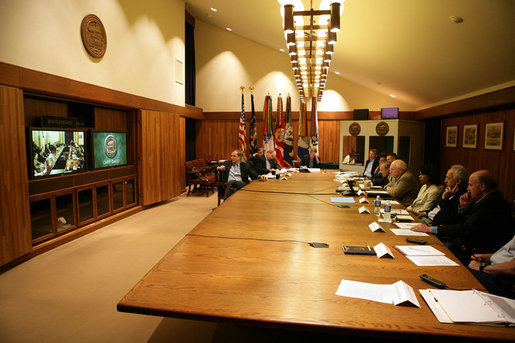
ديك تشيني وأعضاء من فريق الوكالات المشتركة في العراق خلال محادثة مع الرئيس جورج دبليو بوش من بغداد.
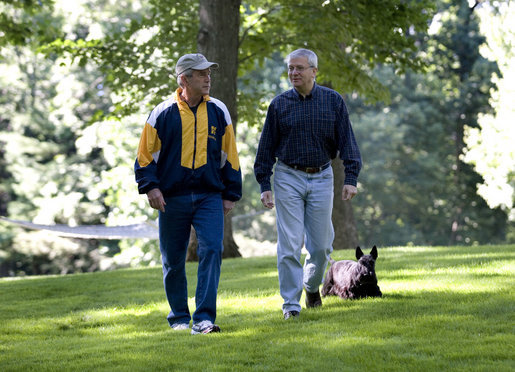
الرئيس جورج دبليو بوش ورئيس الأركان جوش بولتن يمشيان معا مصطحبين كلب الرئيس في 21 يوليو 2007.
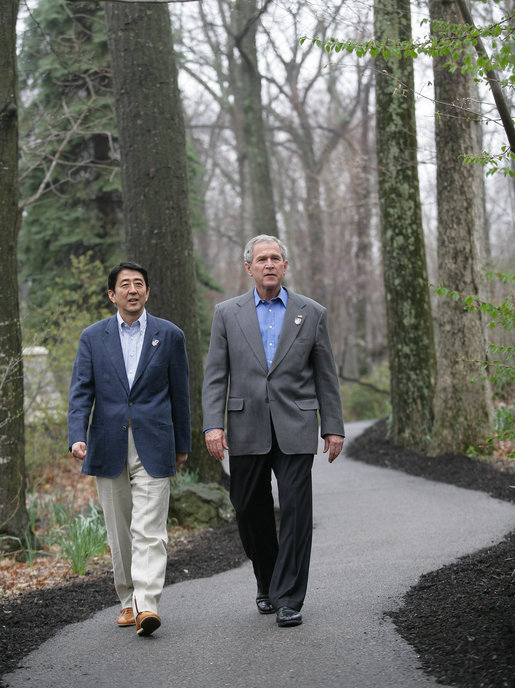
شينزو أبه وجورج دبليو بوش في 2007.
ريتشارد نيكسون وبات نيكسون يصطحبان كلبهما.
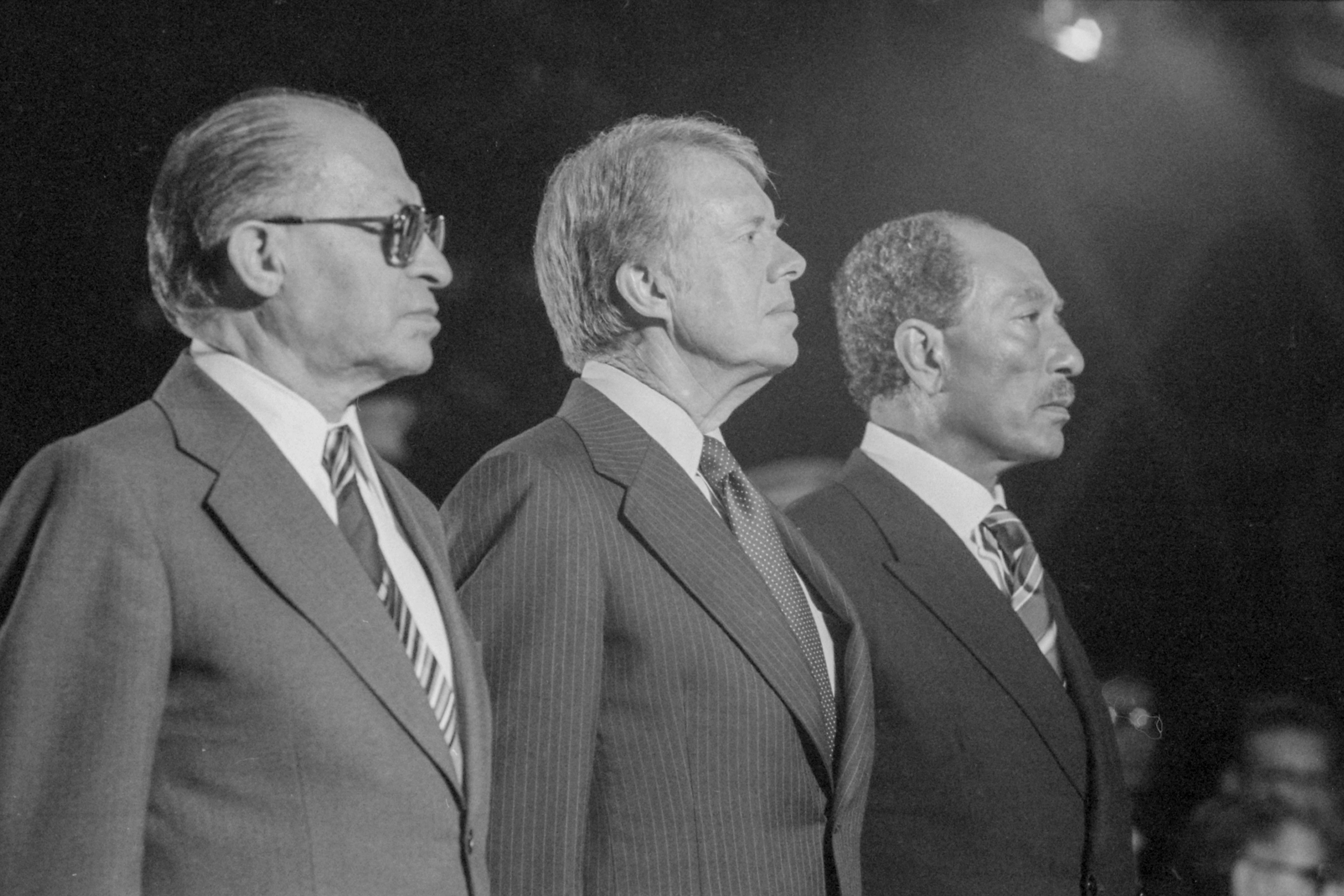
مناحم بيجن، وجيمي كارتر، ومحمد أنور السادات في 7 سبتمبر 1978.
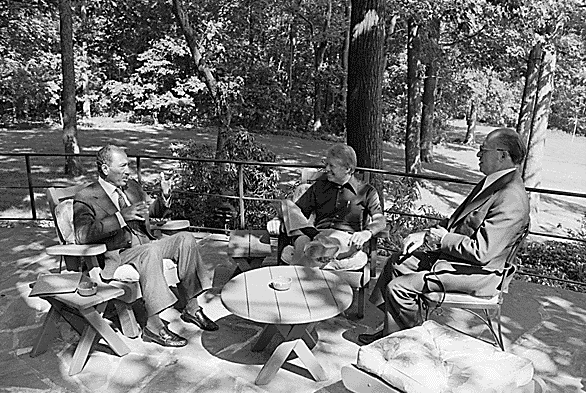
محمد أنور السادات، وجيمي كارتر، ومناحم بيجن يجتمعون في 6 سبتمبر 1978.
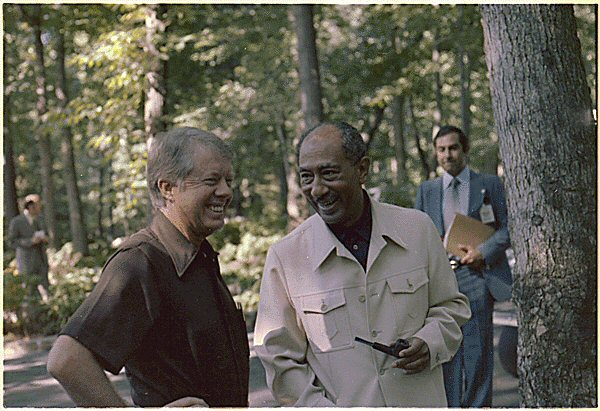
محمد أنور السادات، وجيمي كارتر يتقابلان في بداية قمة كامب ديفيد في 1978.
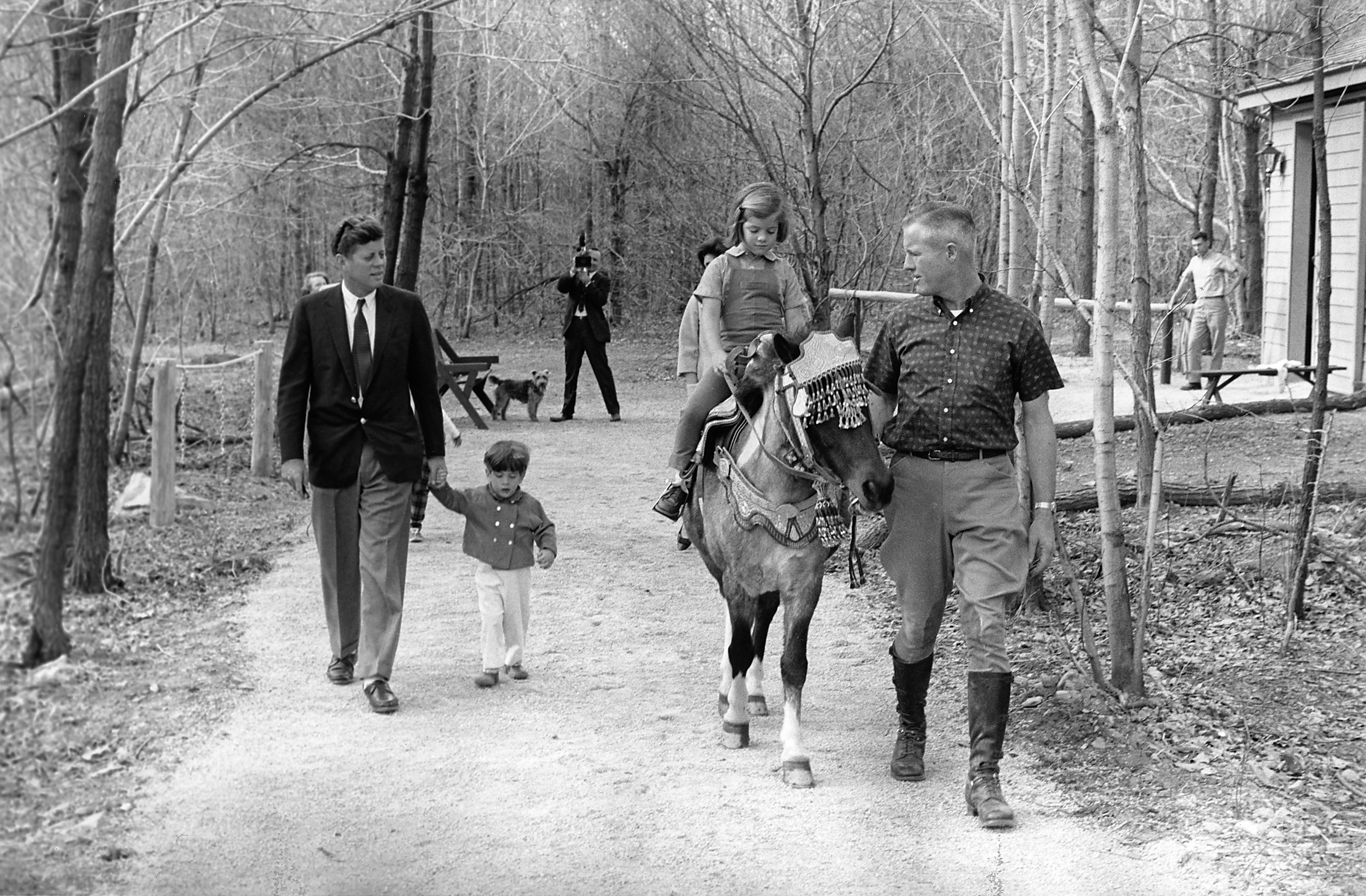
جون كينيدي، وجون كينيدي الابن، وكارولين كينيدي.
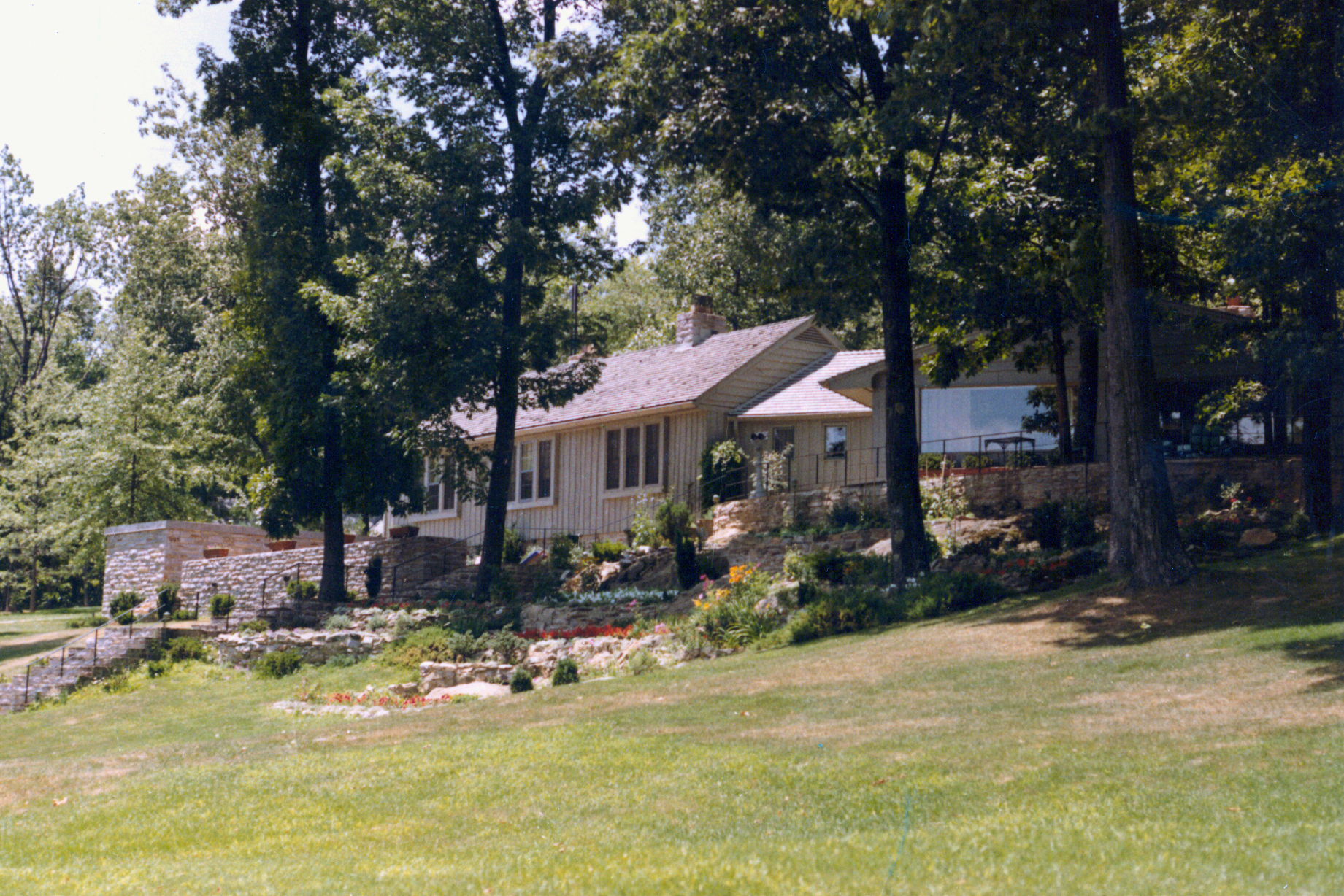
النزل الرئيسي خلال فترة حكم الرئيس دوايت أيزنهاور في 1959
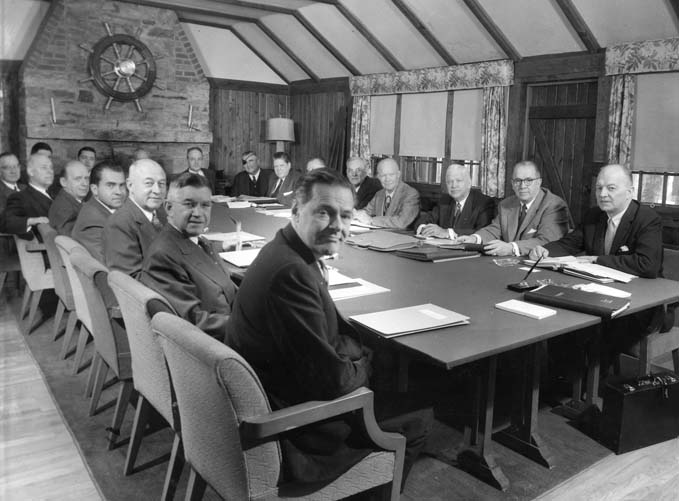
الرئيس دوايت أيزنهاور يجتمع بمجلس الأمن القومي في 1955